# Soglia anaerobica
Nella medicina sportiva la soglia anaerobica o soglia del lattato è un indice che determina il livello massimo di sforzo fisico che l'organismo può sostenere senza accumulare acido lattico e ioni idrogeno (H+) nel sangue e nei muscoli, oppure il livello di intensità dell'attività fisica di durata oltre il quale il metabolismo energetico passa dall'affidamento al sistema aerobico verso quello anaerobico (lattacido).

## Fisiologia e metabolismo generale
Quasi tutte le trasformazioni energetiche che avvengono nel corpo sono indicate come metabolismo. Così una via metabolica è una serie di reazioni chimiche che provocheranno la formazione di ATP e di prodotti di scarto (come l'anidride carbonica). I tre sistemi energetici del corpo sono:
- il sistema anaerobico alattacido o sistema dei fosfageni, con l'impiego di substrati energetici quali adenosina trifosfato (ATP) e fosfocreatina (PC);
- il sistema anaerobico lattacido o glicolisi, con l'impiego di substrati energetici quali glicogeno e glucosio (carboidrati);
- il sistema aerobico o ossidativo o respirazione mitocondriale, con l'impiego di substrati energetici quali glicogeno/glucosio, acidi grassi (FFA), amminoacidi glucogenetici (GAA);

Il sistema anaerobico alattacido (ATP-PC) è il sistema energetico più semplice del corpo con la capacità più breve (fino a 15 secondi) per mantenere la produzione di ATP. Durante l'esercizio intenso, come nello sprint, i fosfati rappresentano la fonte di ATP più rapida e disponibile. La principale via metabolica per la rigenerazione dell'ATP durante l'esercizio cardiovascolare e di endurance è quasi esclusivamente la respirazione mitocondriale (sistema aerobico), che inizialmente condivide la stessa via metabolica del processo anaerobico della glicolisi. È sbagliato credere che i sistemi energetici del corpo lavorino in modo indipendente. Infatti, i tre sistemi energetici lavorano insieme cooperativamente per produrre ATP. Attraverso la glicolisi, il glucosio ematico e il glicogeno muscolare (il glicogeno è la forma immagazzinata di glucosio nel muscolo o fegato) vengono convertiti in un'altra molecola chiamata piruvato che, a seconda dell'intensità dell'esercizio, entrerà nel mitocondrio o sarà convertito in lattato. A livelli di intensità di esercizio al di sotto della soglia anaerobica, il piruvato entra nel mitocondrio e la contrazione muscolare continua attraverso la produzione aerobica di ATP. Mentre a livelli di intensità superiori alla soglia anaerobica la capacità di produrre ATP attraverso la respirazione mitocondriale è compromessa, e il piruvato viene convertito in lattato. Il lattato quindi risulta come un sottoprodotto del metabolismo che viene prodotto durante il catabolismo o l'impiego energetico dei carboidrati. Le vie metaboliche che supportano l'intensità di allenamento al di sopra della soglia anaerobica (cioè i sistemi anaerobici) sono in grado di sostenere la contrazione muscolare solo per brevi periodi, limitando così la prestazione. È a questo punto che l'esercizio fisico ad alta intensità è compromesso, perché i sistemi energetici della glicolisi e dei fosfageni che stanno sostenendo la contrazione muscolare continuata al di sopra della soglia anaerobica possono produrre ATP ad un ritmo elevato, ma sono in grado di farlo solo per un periodo limitato. Quindi, la produzione di energia per le attività fisiche richiede una miscela di tutti i sistemi energetici. Tuttavia, le determinanti del coinvolgimento del particolare sistema energetico sono altamente dipendenti dalla intensità dell'esercizio.

### Definizione e fisiologia della soglia anaerobica
A riposo e in condizioni di esercizio continuato, c'è un equilibrio tra la produzione di lattato nel sangue e la rimozione del lattato nel sangue. La soglia anaerobica si riferisce all'intensità dell'esercizio in cui avviene un brusco aumento dei livelli di lattato nel sangue. Inoltre, è stata definita come il livello specifico di intensità dell'esercizio in cui le concentrazioni di lattato raggiungono i 4 millimoli per litro (4 mmol/l). Altri ricercatori l'hanno descritta come il livello di lavoro di consumo di ossigeno subito prima che si instauri l'acidosi metabolica e le relative variazioni degli scambi gassosi. Sebbene la soglia anaerobica possa sembrare la rappresentazione di un passaggio netto, è stato suggerito che in realtà non sia da interpretare come un punto di separazione o una soglia così definita, ma che le concentrazioni di lattato aumentano in maniera curvilineare sin dall'inizio dell'esercizio, e che al livello della soglia anaerobica si verifica un aumento esponenziale della produzione di energia tramite le vie metaboliche anaerobiche.
In termini più semplici, la soglia anaerobica è l'andamento (o l'intensità) massimo che una persona riesce a mantenere durante la corsa, la pedalata, il nuoto o altri esercizi aerobici a ritmo costante senza accusare la fatica (fino ad un'ora in base al livello di tolleranza individuale). In sostanza, si tratta dell'andamento o il ritmo costante massimo (maximal steady state) che una persona riesce a mantenere durante un esercizio continuato. Se la soglia anaerobica viene superata, la fatica insorgerà in tempi molto più rapidi (pochi minuti). Se ad esempio, ad una velocità di 15 km/h il corpo necessita di più ATP per la produzione di energia (più di quello che viene prodotto nei mitocondri, cioè la centrale di produzione di ATP delle cellule) per continuare la contrazione muscolare, l'acqua viene utilizzata per scindere altro ATP all'esterno dei mitocondri. Da questa reazione, inizieranno rapidamente ad accumularsi ioni idrogeno (H+). Con il crescente accumulo di H+, le concentrazioni di lattato aumentano per tamponare l'acidità in modo che l'esercizio possa continuare. Se la velocità di 15 km/h viene mantenuta per un allenamento prolungato (30-60 minuti), avverrà un aumento esponenziale della produzione di lattato. La soglia anaerobica (o soglia del lattato) viene descritta in laboratorio come il punto in cui i livelli di lattato cominciano a salire in modo esponenziale durante l'esercizio progressivamente crescente. Inoltre, dovrebbe essere chiarito che l'intensità dell'esercizio al di sopra della soglia anaerobica può essere mantenuto solo per pochi minuti. Pertanto, in quasi tutte le prestazioni di endurance, anche quelle che si mantengono al livello della soglia anaerobica (maximal steady state), è indispensabile rimanere al di sotto di questo livello.

### Correlazione tra lattato e fatica
I termini acido lattico e lattato, nonostante le differenze biochimiche, sono spesso usati come sinonimi benché in realtà, l'acido lattico risulti composto da lattato e uno ione idrogeno (H+). L'acido lattico viene in genere ritenuto la causa della stanchezza indotta dall'esercizio fisico, denotata da sensazioni di dolore e di bruciore muscolare percepiti durante l'esercizio fisico intenso. Molti allenatori, atleti, personal trainer e scienziati, tradizionalmente collegano l'acidosi lattica con l'incapacità di continuare l'esercizio ad una data intensità, una teoria che è stata sostenuta per oltre 80 anni. Sebbene la soglia anaerobica indichi che le condizioni all'interno della cellula muscolare siano spostate verso uno stato favorevole per lo sviluppo dell'acidosi, di per sé la produzione di lattato non contribuisce direttamente all'instaurarsi della fatica percepita ad elevate intensità di allenamento. È l'accumulo di ioni idrogeno (H+), che coincide con la produzione di lattato, ma che non è da esso causato, a provocare una diminuzione del pH cellulare (acidosi metabolica), compromettendo la contrazione muscolare, e portando in definitiva alla fatica e al bruciore percepito. Il crescente accumulo di ioni idrogeno (H+) si verifica a causa di alcune differenti reazioni biochimiche che avvengono durante l'intenso esercizio fisico, soprattutto dalla scissione di ATP (la molecola liberata dal corpo) nei miofilamenti muscolari durante una contrazione muscolare intensa, all'esterno del mitocondrio. Quindi la scissione dell'ATP produce molti ioni idrogeno nel sarcoplasma portando all'acidosi cellulare. È interessante notare che i ricercatori più di recente hanno proposto che la produzione di lattato sia un evento fisiologico capace di neutralizzare o ritardare l'instaurarsi di un ambiente acido nelle cellule del muscolo in attività. La vera causa dell'acidosi, o del bruciore, quindi è l'accumulo di H+ nell'ambiente contrattile del muscolo, mentre il lattato in realtà tampona l'acidità nelle cellule accettando H+ all'interno della sua struttura biochimica che altrimenti altererebbe le prestazioni fisiche. In effetti, se non fosse per l'effetto del lattato come tampone o neutralizzatore dell'ambiente acido nella cellula, si sarebbe in grado di allenarsi solo a bassi livelli di intensità. Pertanto, l'accumulo di lattato, che per anni è stato impropriamente considerato come la causa del bruciore, è in realtà un evento metabolico benefico volto a diminuirlo.
Ad ogni modo svariate ricerche hanno dimostrato che la scala RPE è fortemente relazionata con l'elevazione dei livelli di lattato ematico (perché proporzionali all'accumulo di H+, vera causa dell'affaticamento) in risposta all'esercizio indipendentemente dal sesso, dal tipo di esercizio eseguito, e dall'intensità dell'esercizio. Come è stato già indicato, la soglia anaerobica si verifica tra i punteggi 13 e 15 sulla scala RPE, che corrispondono alle percezioni un po' duro e duro.

### Aspetti endocrini
La risposta endocrina-ormonale al superamento della soglia anaerobica è simile a quella vista a valori inferiori. La differenza sostanziale è un netto maggiore incremento di alcune molecole endocrine se comparato all'esercizio di inferiore intensità, cioè nei range tipicamente aerobici. Queste molecole sono le due principali catecolammine coinvolte nell'esercizio fisico, ovvero l'adrenalina e la noradrenalina, a cui si aggiungono la somatotropina (GH) e il cortisolo. Le catecolammine in questione sono entrambe coinvolte nella produzione di energia. Queste accelerano il battito cardiaco e alzano la pressione, stimolano la mobilizzazione dei grassi depositati, aumentano il rilascio di glicogeno epatico e muscolare, e inibiscono la produzione di insulina da parte del pancreas. Di conseguenza favoriscono un aumento delle concentrazioni di acidi grassi e glucosio nel sangue. Entrambe le catecolammine aumentano durante l'esercizio in concentrazioni variabili in proporzione all'intensità dell'esercizio. I livelli di noradrenalina incrementano ad intensità relativamente basse, stimolando l'utilizzo di acidi grassi liberi (FFA) nel muscolo, avendo uno scarso impatto sull'utilizzo di glicogeno epatico e muscolare. I livelli di adrenalina invece aumentano più lentamente di pari passo con l'aumento dell'intensità fino alla soglia anaerobica, la quale se superata ne determina un brusco incremento. Curiosamente questo punto è stato battezzato da alcuni ricercatori come soglia dell'adrenalina (adrenaline threshold) e coincide proprio con la soglia anaerobica. Questo significa che il superamento della soglia anaerobica determina un picco di adrenalina se comparato a livelli al di sotto di questo livello. Poiché l'adrenalina è uno dei principali ormoni responsabili della stimolazione del fegato a rilasciare glicogeno, aumentare i livelli di adrenalina allenandosi al livello pari o al di sopra della soglia anaerobica porta il fegato a rilasciare glicogeno ad un tasso maggiore di quanto ne riesce ad essere utilizzato, aumentando la glicemia e portando una maggiore e più rapida deplezione delle scorte di glicogeno epatico. Infatti, l'esercizio anaerobico mostra in generale maggiore tasso di risintesi del glicogeno rispetto all'esercizio aerobico a causa della maggiore deplezione indotta da questo tipo di attività.
In generale, le catecolammine hanno un ruolo inibitorio verso l'insulina, e le riduzioni di questo ormone permettono agli acidi grassi di essere liberati dalle cellule adipose. In realtà però questo non succede in tutti i casi; ad esempio, se vengono assunti alimenti insulinostimolanti (come i carboidrati) l'intensità di allenamento deve essere sufficientemente elevata perché le catecolammine abbiano un effetto inibitorio sull'insulina. Durante l'esercizio a bassa intensità (<50% del VO2max), l'assunzione di carboidrati (tra i più potenti stimolatori dell'insulina) aumenta comunque la concentrazione plasmatica di insulina da due a tre volte rispetto al digiuno aumentando l'assorbimento di glucosio da parte del muscolo scheletrico. Inoltre, l'aumento della concentrazione di insulina plasmatica è associato ad una riduzione della concentrazione plasmatica di acidi grassi liberi (FFA) e ad una soppressione della lipolisi. Questi eventi favoriscono un aumento dell'ossidazione dei carboidrati e una diminuzione dell'ossidazione dei grassi. A differenza dell'esercizio a bassa intensità, la risposta insulinica all'ingestione dei carboidrati durante l'esercizio a moderata intensità è quasi completamente soppresso. Per tanto, le catecolammine cominciano ad esercitare un effetto inibitorio sulla secrezione insulinica appena nel range di intensità moderato o alto nel caso venga assunta una fonte alimentare insulinostimolante. Quindi, superata la soglia anaerobica l'insulina viene completamente soppressa per azione delle catecolammine, diversamente dall'esercizio a bassa intensità. Anche se le catecolammine hanno un potente effetto lipolitico (di rilascio dei grassi depositati), che durante l'esercizio viene espresso al massimo nel range della cosiddetta zona lipolitica a moderata intensità, alti livelli ematici di acido lattico provocati dall'esercizio ad alta intensità, dove viene superata la soglia anaerobica, hanno invece l'effetto di bloccare momentaneamente il grasso nelle cellule adipose. Ad ogni modo al termine dell'esercizio avviene una compensazione dall'aumento del rilascio di acidi grassi a riposo per diverse ore. Più precisamente sembra essere stato stabilito che maggiore è l'intensità dell'esercizio e maggiore è il dispendio di carboidrati, maggiore sarà il dispendio di grassi nel post-allenamento. Al termine dell'esercizio, i livelli di adrenalina decrementano rapidamente, ma i livelli di noradrenalina possono rimanere elevati per diverse ore in base all'intensità e alla durata dell'esercizio. La noradrenalina stimola il dispendio calorico nel muscolo scheletrico e il suo incremento può spiegare in parte l'aumento del dispendio energetico post-esercizio, fenomeno riconosciuto come EPOC.
Il GH è un ormone peptidico secreto dall'ipotalamo in risposta a diversi stimoli come il sonno e trattenere il respiro. Nell'uomo, i suoi ruoli principali sono la mobilizzazione dei grassi e una riduzione dell'impiego di glicogeno e proteine. Il ruolo del GH sulla crescita dei tessuti è invece indiretto, aumentando il rilascio di IGF-1 da parte del fegato. L'esercizio ad alta intensità (oltre la soglia anaerobica) aumenta significativamente i livelli di GH a causa dell'aumento dei livelli di lattato. Come era stato segnalato per l'adrenalina, sembra che esista una soglia dell'intensità anche per la secrezione del GH. Intensità al di sopra della soglia anaerobica per un minimo di 10 minuti sembrano esercitare il maggiore stimolo nella secrezione del GH, amplificandone il rilascio a riposo per 24 ore. Risultati più recenti indicano che esista una relazione tra l'intensità dell'esercizio e sia l'impiego di carboidrati durante l'esercizio che l'impiego di grassi durante il recupero, e che l'incremento del dispendio di grassi durante il recupero ad intensità maggiori e correlato con la secrezione di GH.

### Meccanismi coinvolti
Sebbene i fattori fisiologici sulla soglia anaerobica non siano stati ancora completamente risolti, si è pensato di coinvolgere i seguenti meccanismi chiave:
- riduzione della rimozione del lattato;
- aumento del reclutamento delle unità motorie a contrazione rapida (fibre di tipo 2);
- squilibrio tra la glicolisi e la respirazione mitocondriale;
- ischemia (basso flusso di sangue) o ipossia (basso contenuto di ossigeno nel sangue);

#### Rimozione del lattato
Anche se una volta veniva visto come un evento metabolico negativo, l'aumento della produzione di lattato che si verifica esclusivamente durante l'esercizio ad alta intensità è naturale. Anche a riposo avviene una leggera produzione di lattato, il che indica l'esistenza di un processo di rimozione del lattato, altrimenti l'accumulo si verificherebbe anche a riposo. Il mezzo principale per la rimozione del lattato include il suo assorbimento da parte del cuore, del fegato e dei reni come combustibile metabolico. All'interno del fegato, il lattato agisce come componente chimico per la produzione di glucosio (processo noto come gluconeogenesi), che viene poi rilasciato nel flusso sanguigno per essere usato come combustibile (o substrato) altrove. Inoltre, i muscoli non attivi o meno attivi sono in grado di assorbire il lattato e consumarlo. A intensità di esercizio al di sopra della soglia anaerobica, non c'è corrispondenza tra la produzione e l'assorbimento, con un tasso di rimozione del lattato apparentemente in ritardo rispetto al tasso di produzione di lattato.

#### Reclutamento delle unità motorie a contrazione rapida (fibre tipo II)
A bassi livelli di intensità, per supportare il carico di lavoro dell'esercizio vengono reclutati muscoli o le fibre a contrazione lenta, cioè le fibre di tipo 1 o ossidative. I muscoli a contrazione lenta sono caratterizzati da una elevata capacità di resistenza aerobica che migliora il metabolismo energetico del sistema di respirazione mitocondriale. Al contrario, con l'aumentare l'intensità dell'esercizio vi è uno spostamento verso il reclutamento dei muscoli a contrazione rapida, che hanno caratteristiche metaboliche orientate verso la glicolisi, cioè l'impiego energetico anaerobico del glucosio. Il reclutamento di questi muscoli sposterà il metabolismo energetico dal sistema aerobico (respirazione mitocondriale) verso il sistema anaerobico lattacido (glicolisi), che alla fine porterà ad un aumento della produzione di lattato. Va comunque segnalato che l'intervento delle fibre di tipo 2 (per la precisione 2a) avviene già superata la soglia aerobica (concetto approfondito in seguito), un range di intensità che si mantiene ancora all'interno dei valori aerobici, cioè prima che i sistemi anaerobici diventino definitivamente preponderanti.

#### Squilibrio tra la glicolisi e la respirazione mitocondriale
Con l'aumentare dell'intensità dell'esercizio, avviene un aumento del tasso di dipendenza nel trasferimento di glucosio a piruvato attraverso le reazioni della glicolisi. Questo processo viene chiamato "flusso glicolitico". Come descritto in precedenza, il piruvato prodotto al termine della glicolisi può entrare nei mitocondri oppure essere convertito in lattato. Alcuni ricercatori credono che ad alti tassi di glicolisi, il piruvato viene prodotto più velocemente rispetto all'entrata nei mitocondri per essere impiegato per via aerobica tramite la respirazione mitocondriale. Il piruvato che non può entrare nei mitocondri sarà convertito in lattato, che può quindi essere utilizzato come combustibile in altre parti del corpo (come nel fegato o in altri muscoli).

#### Ischemia e ipossia
Per anni si è creduto che una delle cause primarie della produzione di lattato includesse bassi livelli di flusso sanguigno (ischemia) o bassi livelli di contenuto di ossigeno (O2) nel sangue (ipossia) ai muscoli in attività. Ciò ha portato alla creazione del termine "soglia anaerobica", che sarà discusso più nel dettaglio successivamente. Tuttavia, non ci sono dati sperimentali che indicano l'ischemia o l'ipossia nei muscoli in attività, anche durante prestazioni molto intense.

## Individuazione della soglia anaerobica
Molti scienziati considerano la soglia anaerobica come uno dei principali indicatori delle prestazioni di endurance. Inoltre, la soglia anaerobica sembra essere il parametro fisiologico più sensibile al miglioramento tramite l'esercizio di endurance o cardiovascolare se paragonato al VO2max e all'economia di allenamento. Il livello della soglia anaerobica naturalmente è individuale, e può variare largamente in base al grado di allenamento di un soggetto. Esso viene stabilito in relazione all'intensità dell'esercizio, che viene riconosciuta più frequentemente con i seguenti parametri:
- percentuale del massimo consumo di ossigeno (%VO2max);
- percentuale della frequenza cardiaca massima (ümax o HRmax);
- scala RPE (scala di percezione dello sforzo);

Negli individui non allenati, la soglia anaerobica si verifica a circa il 50-60% del VO2max. A seguito di un allenamento di endurance, le persone in genere migliorano la soglia anaerobica innalzandola a valori di circa il 75% del VO2max, mentre per atleti d'élite o professionisti essa si colloca a circa l'80-90% del VO2max.
In alternativa al VO2max, l'altro parametro più comune per la misurazione dell'intensità è la frequenza cardiaca massima. Poiché per stabilire la percentuale del VO2max sono necessari dei test e dei macchinari specifici, più spesso viene utilizzata la percentuale della FCmax, più facilmente misurabile e monitorabile con cardiofrequenzimetro, che può essere individuata con formule più o meno precise (Cooper, Tanaka, Karvonen, ecc). La ricerca ha dimostrato che la soglia anaerobica avviene tra l'80-90% della FCmax per gli individui allenati e al 50-60% della FCmax per i non allenati. Anche se in molti casi può risultare una disparità tra le percentuali dei valori del VO2max e del FCmax, evidentemente i dati approssimativi indicano dei livelli di intensità simili tra i due parametri.
Un'ulteriore metodologia per misurare l'intensità in base alla sola percezione della fatica è l'uso della scala RPE. I risultati degli studi hanno indicato che la soglia anaerobica si verifica tra i punteggi 13 e 15 sulla scala RPE, che corrispondono alle percezioni un po' duro e duro.
Il beneficio sulle prestazioni di questo adattamento è quello di permettere ad un individuo di mantenere un elevato livello intensità durante l'esercizio ad andamento costante (sotto della soglia anaerobica) durante l'esercizio di endurance. Questo permette all'atleta di endurance di mantenere ritmi di allenamento costante maggiore durante l'allenamento o la corsa, portando a migliori prestazioni di resistenza. In realtà, la ricerca ha costantemente segnalato alte correlazioni tra la soglia anaerobica e le varie prestazioni di resistenza tra cui la corsa, il ciclismo e la marcia. È stato proposto che il miglior predittore delle prestazioni di resistenza sia la massima intensità che può essere mantenuta costante in rapporto al VO2max.

### Correlazione tra soglia anaerobica e intensità
Soggetti non allenati
- 50-60% VO2max[41]
- 50-60% FCmax[11]

Moderatamente allenati
- 75% VO2max[41]

Atleti professionisti
- 80-90% VO2max[41]
- 80-90% FCmax[11]

Percezione dello sforzo
- 13-15 RPE*[11]

*cioè uno sforzo tra "abbastanza duro" e "duro".

## Altri indici, sinonimi e terminologie correlate

### Sinonimi
Bisogna fare presente che il concetto di soglia anaerobica nel mondo scientifico internazionale viene molto più spesso denominato come lactate threshold, che sta per "soglia del lattato", sebbene i due termini risultino sinonimi. Purtroppo, negli anni la "soglia del lattato" (in Italia meglio nota come soglia anaerobica) è stata definita in maniere diverse da diversi ricercatori. Alcune delle terminologie alternative per definire questo concetto, oltre a "soglia anerobica", sono "maximal steady-state" (cioè l'intensità massima che permette una frequenza cardiaca costante), "soglia aerobica" (aerobic threshold), "individual anaerobic threshold" (soglia anaerobica individuale), "lactate breaking point" (punto critico del lattato) e "onset of blood lactate accumulation" (insorgenza di accumulo di lattato nel sangue). Ogni volta che un documento tratta il tema della soglia anaerobica, è importante rendersi conto che questi termini differenti descrivono essenzialmente lo stesso evento fisiologico.

### Soglia del lattato o soglia anaerobica?
Pur essendo in Italia tradizionalmente più usato rispetto al più accettato "soglia del lattato", il termine "soglia anaerobica" venne originariamente introdotto nel mondo scientifico internazionale negli anni sessanta da Wasserman e McIlroy (1964) in base al fatto che durante l'esercizio fisico ad alta intensità si riducono i livelli di ossigeno (O2) nei muscoli (ipossia). A questo punto, per continuare a sostenere lo sforzo fisico, è necessario un passaggio o uno shift dal sistema energetico aerobico (respirazione mitocondriale) ai sistemi energetici anaerobici (lattacido/glicolisi e alattacido/fosfageni).
Tuttavia, molti ricercatori hanno fortemente obiettato all'uso del termine soglia anaerobica, ritenendo che sia fuorviante. Il principale argomento contro l'uso del termine soglia anaerobica è che esso suggerisce che l'apporto di ossigeno ai muscoli rimanga limitato solo a specifiche intensità di esercizio. Tuttavia, come detto in precedenza, non vi è alcuna prova in grado di indicare che i muscoli diventino privi di ossigeno - anche ad intensità di esercizio massimali. Il secondo argomento principale contro l'uso del termine soglia anaerobica è che esso suggerisce che ad un livello definito dell'intensità, il metabolismo si sposta completamente dal sistema aerobico ai sistemi anaerobici. Questa interpretazione è una visione troppo semplicistica della regolazione del metabolismo energetico, visto che i sistemi energetici anaerobici (lattacido e alattacido) non si assumono il compito di rigenerare completamente l'ATP ad intensità più elevate, ma piuttosto aumentano semplicemente il rifornimento di energia per la respirazione mitocondriale. A dispetto del fatto che i testi e i professionisti italiani prediligano l'uso del termine "soglia anaerobica", il suo utilizzo da parte di alcuni rappresentanti della comunità scientifica e dei professionisti dello sport ha portato a molta confusione e semplificazione nei riguardi della funzione dei sistemi energetici del corpo.

### Soglia aerobica
Sebbene possa essere confuso con la soglia anaerobica o scambiato come un suo sinonimo, il concetto di soglia aerobica indica un altro evento fisiologico legato al metabolismo energetico e all'intensità di allenamento o al carico di lavoro. La soglia aerobica è stata definita come il punto subito al di sotto del livello del metabolismo energetico dove le concentrazioni di lattato ematico aumentano rispetto ai livelli basali. In altre parole è la soglia che se superata determina un generale aumento dei livelli di lattato, indicando un maggiore intervento del metabolismo anaerobico, ma non tale da farne completo affidamento. Infatti questo punto viene generalmente raggiunto quando le concentrazioni di lattato ammontano a circa 2 millimoli per litro (2 mmol/l), mentre la soglia anaerobica determina concentrazioni maggiori del doppio, ovvero di 4 mmol/l. Può essere anche definita come il livello al di sotto del quale la maggior parte delle fibre muscolari lavorano attraverso il metabolismo aerobico. Si crede che la soglia aerobica sia inoltre il punto in cui avviene un cambiamento del tipo di fibre muscolari reclutate durante l'attività. Durante attività aerobiche a bassa intensità, vengono reclutate le fibre a contrazione lenta o di tipo 1, più adatte a sostenere sforzi poco intensi e di lunga durata. Come l'intensità dell'esercizio aumenta, più fibre muscolari verranno reclutate. Quando le fibre lente o di tipo 1 non possono più sostenere l'attività muscolare a causa dell'aumento dell'intensità, allora vengono attivate le fibre rapide o di tipo 2. Alcuni ricercatori proposero che la soglia aerobica fosse il punto dove intervengono le fibre muscolari rapide di tipo 2a, risultando in un aumento del lattato ematico. Altre ricerche hanno rilevato che il livello di intensità minimo in cui avviene il primo aumento delle concentrazioni di lattato (un evento che è stato attribuito alla soglia aerobica) avviene alla stessa intensità in cui si verifica maggior tasso di ossidazione dei grassi, cioè la zona lipolitica. In conclusione, la soglia aerobica sembra rappresentare quel range di intensità intermedio - che potrebbe coincidere con la zona lipolitica - che si colloca tra l'esercizio aerobico a bassa intensità e l'esercizio aerobico ad alta intensità vicino alla soglia anaerobica in cui viene superato il punto di crossover (descritto in seguito).

### Punto dicrossover
Il cosiddetto crossover point (punto di passaggio), è il punto dell'intensità in cui il metabolismo aerobico si sposta da un dispendio prevalentemente lipidico ad un dispendio prevalentemente glucidico (glicogeno) durante l'attività aerobica. In altri termini il livello dell'intensità in cui l'energia derivata dai carboidrati prevale su quella derivata dai grassi. È stato stabilito che il livello di intensità in cui avviene questo passaggio è approssimativamente al 75% del VO2max. L'aumento dell'utilizzo del glicogeno ad intensità maggiori è legato a molti fattori tra cui il maggiore rilascio di adrenalina, la minore disponibilità degli acidi grassi e il maggiore reclutamento delle fibre muscolari di tipo 2. Il crossover point può essere riconosciuto come il punto dell'intensità subito al di sotto della soglia anaerobica, quando i processi aerobici intervengono in maniera rilevante, ma l'impiego di glucidi comincia a prevalere largamente su quello di lipidi. Poiché sembra essere stato stabilito che la soglia anaerobica viene raggiunta a livelli variabili, ma approssimativamente attorno al 75-80% per una media dei soggetti moderatamente allenati, e il crossover point è approssimativamente al 75% del VO2max, ciò sembra confermare che quest'ultimo sia collocato poco prima della soglia anaerobica. Quindi, indipendentemente dallo stato di allenamento, ad intensità di esercizio vicine o subito al di sotto della soglia anaerobica, vi è una maggiore predominanza nell'utilizzo dei carboidrati come substrato energetico perché il metabolismo dei carboidrati (con conseguente formazione di ATP) è più efficiente per quanto riguarda il consumo di ossigeno.

### Soglia ventilatoria
Con l'aumento progressivo dell'intensità dell'esercizio, l'aria all'interno e all'esterno del tratto respiratorio (chiamato ventilazione) aumenta similmente o in maniera lineare. Come l'intensità continua ad aumentare, si raggiunge un punto in cui inizia ad aumentare la ventilazione in modo non lineare. Questo punto dove la ventilazione si discosta dal progressivo aumento lineare è detto soglia ventilatoria. La soglia ventilatoria corrisponde (ma non è uguale) allo sviluppo dell'acidosi nei muscoli e nel sangue. Le sostanze tampone (buffer) nel sangue, cioè composti che aiutano a neutralizzare l'acidosi, lavorano per ridurre l'acidosi nelle fibre muscolari. Questo porta ad un aumento dell'anidride carbonica (CO2), che il corpo cerca di eliminare con l'aumento della ventilazione
Poiché l'aumento della ventilazione si verifica con valori crescenti di lattato nel sangue e di acidosi, gli scienziati in origine credevano che questa fosse l'indicazione che la soglia ventilatoria e la soglia anaerobica si verificassero a simili intensità di esercizio. Questa interpretazione è interessante perché per misurare la soglia ventilatoria non si utilizza un metodo invasivo come avviene per la soglia anaerobica. Mentre numerosi studi hanno dimostrato una stretta correlazione tra le due soglie, altrettanti studi hanno dimostrato che diverse condizioni, tra cui lo stato di allenamento e di integrazione di carboidrati, possa portare a delle differenze tra le due soglie nello stesso individuo. In conclusione, la soglia ventilatoria e la soglia anaerobica, anche se molto simili, non devono essere viste come eventi che si verificano con gli stessi carichi di lavoro durante l'esercizio fisico.

### Soglia della frequenza cardiaca (test di Conconi)
Nei primi anni ottanta, il medico italiano Francesco Conconi ed i suoi colleghi ricercatori
hanno sviluppato la metodologia per rilevare la soglia anaerobica attraverso un test di corsa per determinare il punto di deflessione della frequenza cardiaca. Questo approccio semplice e non invasivo per la misurazione indiretta della soglia anaerobica è stato ampiamente utilizzato per la progettazione di programmi di allenamento e raccomandazioni sull'intensità di allenamento. Tuttavia, alcune ricerche hanno dimostrato che il punto di deflessione della frequenza cardiaca è visibile solo in circa la metà di tutti gli individui e comunemente sovrastima la soglia anaerobica. Diversi studi hanno messo in discussione l'attendibilità del test di Conconi nell'individuare la soglia anaerobica. A causa di questi risultati, ed i gravi errori associati al suo uso, i professionisti del fitness sono scoraggiati dal raccomandare il metodo della soglia della frequenza cardiaca durante la progettazione di programmi di allenamento di endurance per i clienti.

## Metodi per la stima della soglia anaerobica
Mentre è noto che la produzione di lattato è benefica, misurarne i livelli durante l'esercizio intenso è in grado di fornire una un'ottima indicazione per la programmazione degli allenamenti e per le competizioni per gli atleti. Anche se esistono molte cause che contribuiscono alla stanchezza, forse uno dei più importanti è l'accumulo di ioni idrogeno (H+) nelle cellule muscolari durante l'esercizio intenso. Dal momento che è ben stabilito che la produzione di lattato è direttamente correlata all'accumulo di H+, e il loro accumulo è legato all'intensità dell'esercizio, gli scienziati ed i tecnici della fisiologia dell'esercizio sono in grado di misurare il lattato e di ottenere una rappresentazione accurata di ciò che accade nella cellula.
Per tanto, misurare la soglia anaerobica può rivelarsi una strategia essenziale per una corretta e precisa pianificazione degli allenamenti, ma senza l'uso di un laboratorio e dei suoi tecnici specializzati, molto spesso gli atleti tentano semplicemente di indovinarla. Tuttavia, oggi un crescente numero di evidenze rivela dei metodi pratici per poter stimare la soglia anaerobica in maniera altrettanto precisa se paragonata ai testi effettuati nei laboratori di fisiologia dell'esercizio. Un importante studio di McGehee et al. (2005) è riuscito a stabilire la validità di alcuni metodi per stimare efficacemente la soglia anaerobica. I ricercatori confrontarono 4 distinti test per la valutazione della soglia anaerobica, con l'intento di trovare il più accurato.
- Il primo dei quattro metodi da campo era il metodo VDOT, stabilito con tempi di entrata per prove a tempo di 400-800 metri in una formula per valutare la velocità di marcia alla soglia anaerobica.
- Il secondo metodo era il test a tempo di 3.200 metri in cui gli atleti correvano alla massima velocità su una pista all'aperto. I tempi sono stati inseriti in un'equazione di regressione elaborata per prevedere le velocità di marcia alla soglia anaerobica.
- Il terzo metodo è stato un percorso di 30 minuti in cui i soggetti correvano più in fretta che potevano su un tapis roulant ad un grado del 1%. La velocità media di esecuzione durante i 30 minuti è stata usata come la velocità di marcia alla soglia anaerobica.
- Il quarto e ultimo metodo è stato il test Conconi (Conconi et al., 1996), in cui veniva imposto agli atleti di aumentare la velocità di esecuzione in modo uniforme ad ogni minuto con un incremento che ha aumentato la frequenza cardiaca da non più di 8 battiti/min fino all'esaurimento. La frequenza cardiaca negli ultimi 10 secondi di ciascun minuto stata utilizzata per calcolare la frequenza cardiaca media per minuto alla velocità di marcia registrata. La frequenza cardiaca e la velocità di marcia sono state corrette per trovare il punto di deflessione della frequenza cardiaca, che è stato utilizzato per identificare la soglia anaerobica.

I risultati di questo studio dimostrarono che sia il VDOT che il test da 30 min fossero accurati nella valutazione della velocità di esecuzione al livello della soglia anaerobica come la valutazione in laboratorio. Inoltre, il testa da 30 min dimostrò che la frequenza cardiaca a livello della soglia anaerobica potrebbe essere ottenuto con precisione e facilità.

### Conclusioni
Grazie alla semplicità e alla precisione del test, e la possibilità di ottenere una frequenza cardiaca e una velocità di corsa, il metodo dei 30 minuti può essere facilmente completato in palestra su un tapis roulant per la valutazione della soglia anaerobica. Per poterlo mettere in pratica, inizialmente è necessario eseguire un riscaldamento di 5-10 minuti a bassa intensità. Quindi, correre o camminare veloce più velocemente possibile per 30 minuti ad un grado del 1%. La velocità media di esecuzione è riconosciuta come la soglia anaerobica, mentre la frequenza cardiaca media (monitorata ogni 5 minuti) nel corso della prova di 30 minuti è la frequenza cardiaca a livello della soglia anaerobica. Raccogliendo i dati della frequenza cardiaca all'andamento a livello della soglia anaerobica, è possibile utilizzare questi dati fisiologici per allenarsi 1) al livello (o intensità) della soglia anaerobica 2) subito al di sotto della soglia anaerobica 3) subito al di sopra della soglia anaerobica, in tutte le modalità di esercizio cardiovascolare. Una volta che si risale alla frequenza cardiaca, alla velocità, e all'intensità in cui si incontra la soglia anaerobica, è possibile progettare ulteriori moderni programmi di allenamento a livello della soglia anaerobica.

## Allenamento e soglia anaerobica
Anche se è stato suggerito che l'intensità di allenamento dovrebbe essere basata sulla velocità (km/h) o il carico di lavoro che corrisponde alla soglia anaerobica, un ricercatore che ha approfondito il tema, Arthur Weltman, riconosce che sono necessarie ulteriori ricerche per identificare l'intensità minima o l'intensità ottimale per migliorare o innalzare la soglia anaerobica. Ciò nonostante, è ben noto che a seguito di un allenamento di endurance, la soglia anaerobica avverrà ad una percentuale maggiore in relazione al massimo consumo di ossigeno di un individuo (VO2max) che prima dell'allenamento stesso. Questo adattamento fisiologico all'esercizio permette ad un individuo di mantenere maggiori velocità di esecuzione ad intensità o ad andamento costante, mantenendo un equilibrio tra la produzione e la rimozione del lattato. L'allenamento di endurance influenza sia il tasso di produzione di lattato che la capacità di rimozione del lattato.
La riduzione della produzione di lattato, alla stessa intensità, a seguito di un esercizio di endurance, può essere attribuito all'aumento della dimensione e del numero dei mitocondri (densità mitocondriale), e degli enzimi mitocondriali. A seguito di un allenamento di endurance, sono stati riportati un aumento delle dimensioni e del numero mitocondri del 50-100%, e il risultato combinato di questi adattamenti all'allenamento è una maggiore capacità di produrre energia attraverso la respirazione mitocondriale (cioè il sistema aerobico), riducendo così la quantità di produzione di lattato ad un determinato carico di lavoro o ad una determinata intensità.
Inoltre, l'esercizio di endurance sembra causare un aumento nell'utilizzo del lattato da parte dei muscoli, portando ad una maggiore capacità di rimozione del lattato dalla circolazione. Di conseguenza, nonostante l'aumento del tasso di produzione del lattato che si verifica ad alti livelli di intensità, i livelli di lattato nel sangue saranno più bassi. Va notato che l'esercizio di endurance può anche migliorare la densità capillare intorno ai muscoli, specialmente nei muscoli a contrazione lenta. Questo adattamento migliora il flusso di sangue da e verso i muscoli in attività, che migliorerà lo smaltimento del lattato e dell'acidosi.
Tradizionalmente, il massimo consumo di ossigeno (VO2max) è stato visto come l'elemento chiave per il successo nelle attività fisiche prolungate. Tuttavia, più di recente i ricercatori hanno proposto che la soglia anaerobica sia il migliore e più coerente predittore della prestazione nelle competizioni di resistenza. Gli studi hanno ripetutamente trovato forti correlazioni tra le prestazioni nelle gare di endurance come la corsa, il ciclismo e la marcia con il regime massimo dell'intensità ad andamento costante alla soglia anaerobica.

### Programmi di allenamento per il miglioramento della soglia anaerobica
Anche se l'allenamento ottimale per il miglioramento della soglia anaerobica deve essere ancora pienamente identificato dai ricercatori, ci sono ancora alcune eccellenti linee guida che si possono seguire per impostare dei programmi di allenamento al fine di migliorare o di innalzare i valori della soglia anaerobica. La ricerca ha indicato che i programmi di allenamento che combinano esercizi ad alto volume, e in forma di steady state training ad alta intensità (HIET) e interval training ad alta intensità (HIIT) hanno l'effetto più pronunciato sul miglioramento della soglia anaerobica.

#### Allenamento ad alto volume
Durante le fasi iniziali di un programma di allenamento, il modo migliore per innalzare i livelli della soglia anaerobica è quello di aumentare semplicemente il volume dell'allenamento, che l'attività di endurance sia il ciclismo, la corsa o il nuoto. L'aumento del volume di allenamento deve essere graduale e nell'ordine di circa il 10-20% a settimana. Ad esempio, se un individuo che esegue 100 minuti di esercizio cardiovascolare a settimana volesse aumentare il volume di allenamento a 200 minuti a settimana, con un progresso del 20% a settimana, ci vorrebbero circa quattro settimane per progredire in modo sicuro al fine di raggiungere tali volumi. La scala RPE deve essere utilizzata per prescrivere l'intensità dell'esercizio durante questo periodo. Quindi con un allenamento ad alto volume, il soggetto dovrebbe allenarsi ad un punteggio RPE di circa 11-12, che soggettivamente è un livello di intensità definito come leggero. Variare il tempo totale in ogni sessione cardiovascolare durante la settimana può essere la scelta adeguata, tuttavia, il periodo minimo di esercizio cardiovascolare dovrebbe essere di 10 minuti di durata.
L'intensità durante questa fase di allenamento, quando il volume è in costante aumento, dovrebbe essere bassa. Il massimo volume di allenamento che raggiunge un individuo dipende da numerosi fattori e può essere meglio misurato determinando la capacità fisica generale e la motivazione. Fattori come lo stato di allenamento, l'età, il peso corporeo, e il tempo di allenamento sono tutti fattori che influiscono sul volume di allenamento che l'atleta è realisticamente in grado di raggiungere. Il principale vantaggio di un maggiore volume di allenamento è l'aumento della capacità di respirazione mitocondriale, che, come spiegato in precedenza, è indispensabile per il miglioramento della soglia anaerobica.

#### Interval training e Steady state training
A seguito di un adeguato aumento del volume di allenamento, il successivo aspetto che dovrebbe essere affrontato è quello dell'organizzazione dei diversi protocolli tra le due principali forme di allenamento cardiovascolare, ovvero l’interval training (allenamento intervallato) e lo steady state training (allenamento ad andamento costante). La corretta intensità di allenamento durante questa fase, che sarà determinata in base soglia anaerobica dell'individuo, è la chiave per il continuo miglioramento delle prestazioni e degli adattamenti durante un programma di allenamento cardiovascolare. I metodi utilizzati per monitorare l’interval e lo steady state training devono garantire che l'intensità non venga sottostimata o sovrastimata. La maggior parte delle persone non ha accesso ai laboratori scientifici, dove la soglia anaerobica può essere determinata accuratamente tramite prelievi di sangue nel corso di un test del VO2max incrementale. Di conseguenza, sono stati raccomandati dei metodi alternativi non invasivi per la stima della soglia anaerobica, compresa la percentuale relativa di frequenza cardiaca di riserva (HRR o Formula FCris di Martti Karvonen) e la scala di percezione dello sforzo (Scala RPE). La ricerca ha dimostrato che la soglia anaerobica avviene tra l'80-90% della FCmax per gli individui allenati e al 50-60% della FCmax per i non allenati. La scala RPE può essere il metodo più accurato per determinare l’intensità di allenamento durante lo Steady State. La ricerca ha dimostrato che la scala RPE è fortemente correlata con l'innalzamento dei livelli ematici di lattato in risposta all'esercizio indipendentemente dal sesso, dallo stato di allenamento, dal tipo di esercizio in corso, o dall’intensità di allenamento. I risultati di studi hanno indicato che la soglia anaerobica si verifica tra i punteggi 13 e 15 sulla scala RPE, che corrispondono alle percezioni un po' duro e duro.
La chiave per il successo degli allenamenti steady state e interval training è un attento monitoraggio dell'intensità di allenamento. Mentre è necessario eseguire queste sessioni ad un'intensità elevata, bisognerebbe assicurarsi di evitare gli ostacoli indotti dall'eccesso di attività fisica. Inoltre, è stato suggerito che lo steady state e l’interval training non debbano superare il 10-20% circa del volume totale di allenamento settimanale.

#### Steady state training ad alta intensità (Maximal steady state)
Lo steady state training è quel metodo di allenamento cardiovascolare che prevede di mantenere la frequenza cardiaca, l'intensità o l'andamento costante durante la sessione. Nonostante questo tipo di allenamento venga in genere praticato ad intensità basse o moderate, nettamente al di sotto della soglia anaerobica, al fine di migliorarla le sessioni steady state dovrebbero essere eseguite il più vicino possibile ai valori della soglia anaerobica individuale, quindi ad alta intensità. Il generico steady state training ad alta intensità prende spesso il nome di High Intensity Endurance Training (HIET), ma quando viene portato precisamente ai livelli della soglia anaerobica può essere definito come Maximal steady state training, LT training o Tempo runs. Il maximal steady state training serve essenzialmente ad allenare e a migliorare la fisiologia del corpo per essere più resistente nella sua produzione di lattato. In altre parole, un atleta amatore può correre più veloce senza lavorare di più. L'atleta appassionato produce meno lattato, che a sua volta si traduce in una diminuzione della concentrazione di H+ a parità di intensità. Quindi è possibile disporre di prestazioni migliori durante l'allenamento allo stesso livello di intensità.
La durata di queste prestazioni può variare a seconda dello stato di allenamento, dal tipo di endurance attività in corso, o la distanza percorsa. A seguito della prima fase ad alto volume, il soggetto può iniziare le sessioni in forma di Maximal steady state. Generalmente queste sessioni dovrebbero consistere in non più del 10% del volume totale settimanale. In un caso ipotetico, il 10% di 200 minuti ammonta a 20 minuti, che è il limite massimo del tempo totale accumulato durante le sessioni Maximal steady state in una settimana. Anche se questo approccio può sembrare cauto, aiuterà a prevenire il sovrallenamento e eventuali infortuni.

#### Interval training ad alta intensità (HIIT)
L’Interval training è un tipo di allenamento in genere impostato ad alta intensità eseguito per brevi periodi di tempo a velocità o carichi di lavoro al di sopra della soglia anaerobica. In questo caso si parla più specificamente di interval training ad alta intensità (HIIT, High Intensity Interval Training), poiché il concetto di interval training è molto generico, e può identificare anche protocolli di allenamento intervallati di natura completamente aerobica in cui non viene superata la soglia anaerobica. Similmente allo steady state, i tempi e le distanze del HIIT sono dipendenti dello stato di allenamento, da tipo di attività in corso, e dalla distanza percorsa.
Anche se è possibile progettare l'HIIT a piacere, questo caso ipotetico si può proporre l'alternanza di 4 minuti ad alta intensità (sopra la soglia anaerobica) con un periodo di recupero attivo da 4 minuti a bassa intensità aerobica. Durante i periodi di alta intensità di sopra della soglia anaerobica, è indicato mantenersi ad un punteggio di 15 sulla scala RPE (intensità soggettiva definita "dura" o "molto dura"), ma al di sotto di uno sforzo massimale (RPE di 19 o 20). Nella fase aerobica di recupero attivo ci si mantiene ad un'intensità molto leggera (meno di 12 RPE). Similmente al Maximal steady state, il volume o la durata totale dell'allenamento HIIT non deve superare il 10% del volume settimanale. In questo caso, il 10% di 200 sarebbero 20 minuti di sessioni di allenamento HIIT a settimana.

### Conclusioni
In conclusione, la soglia anaerobica risulta come il fattore più importante nel determinare il successo nelle attività cardiovascolari o di endurance, e l'obiettivo principale dei programmi di allenamento di questa tipologia, dovrebbe essere il miglioramento di tale parametro. Ciò può essere ottenuto prima concentrandosi sullo sviluppo del volume di allenamento, e poi sull'incorporazione di allenamenti sotto forma di steady state (in prossimità della soglia anaerobica) e di HIIT (al di sopra della soglia anaerobica). Infine, bisogna considerare che la corretta intensità di allenamento è essenziale per il successo di qualsiasi programma cardiovascolare. L'utilizzo della percentuale relativa di frequenza cardiaca di riserva (FCRis di Karvonen) e la scala di percezione dello sforzo (Scala RPE) si sono dimostrati dei validi metodi per monitorare l'intensità di allenamento durante l'esercizio.